# Liste des partis politiques en Croatie
La Croatie est un pays d'Europe qui dispose d'un parlement, le Sabor, et de partis politiques.

## Partis ayant une représentation au Sabor (2019)
- BM 365 - Bandić Milan 365 - Stranka rada i solidarnosti - Bandić Milan 365 - Parti travailliste et de la solidarité (en)
- Demokrati - Demokrati - Les Démocrates
- Glas - Građansko-liberalni savez - Alliance civique libérale
- HDS - Hrvatska demokršćanska stranka - Parti chrétien-démocrate croate (en)
- HDSSB - Hrvatski demokratski savez Slavonije i Baranje - Alliance démocratique croate de Slavonie et Baranja
- HDZ - Hrvatska demokratska zajednica - Union démocratique croate
- HNS - Hrvatska narodna stranka - liberalni demokrati - Parti populaire croate - Démocrates libéraux
- HRAST - Pokret za uspješnu Hrvatsku - HRAST - Mouvement pour la Croatie du succès (en)
- HSLS - Hrvatska socijalno-liberalna stranka - Parti social-libéral croate
- HSS - Hrvatska seljačka stranka - Parti paysan croate
- HSU - Hrvatska stranka umirovljenika - Parti croate des retraités
- IDS-DDI - Istarski demokratski sabor/Dieta democratica Istriana - Diète démocratique istrienne
- Most - Most nezavisnih lista - Le Pont des listes indépendantes
- NHR - Esih - Hasanbegović: Neovisni za Hrvatsku - Esih -  Hasanbegović: Indépendants pour la Croatie (en)
- NLM - Neovisna lista mladih - Liste indépendante des jeunes
- PH - Promijenimo Hrvatsku - Changeons la Croatie
- Reformisti - Narodna stranka - Reformisti - Parti populaire - Les Réformistes
- SDP - Socialdemokratska partija Hrvatske - Parti social-démocrate de Croatie
- SDSS - Samostalna demokratska srpska stranka - Parti démocratique indépendant serbe
- SNAGA - Stranka narodnog i građanskog aktivizma - POUVOIR - Parti de l'activisme national et civique
- ŽZ - Živi zid - Barrière humaine

## Partis n'ayant pas de représentation au Sabor (2019)
- Abeceda - Abeceda demokracije - Alphabet de la démocratie - Alphabet
- AM - Akcija mladih - Action jeune
- ARS - Autonomna regionalna stranka Hrvatskog primorja, Gorskog kotara, otoka i Rijeke - Parti autonome régional du Primorje croate, du Gorski Kotar, des Îles et de la ville de Rijeka
- BDS - Banijska demokratska stranka (Dvor) - Parti democratique du Banija (Dvor)
- DDS - Dubrovački demokratski sabor - Diète démocratique de Dubrovnik
- DESNO - Demokratski savez nacionalne obnove - Alliance démocratique pour un renouvellement national
- DPS - Demokratska prigorsko-zagrebačka stranka - Parti démocratique du Prigorje et de Zagreb
- DSS - Demokratski savez Srba - Alliance démocratique des Serbes
- DSŽ - Demokratska stranka žena -Parti démocratique des femmes
- DUSTRA - Dubrovačka stranka - Parti de Dubrovnik
- DZMH - Demokratska zajednica Mađara Hrvatske - Rassemblement démocratique des Hongrois de Croatie
- GOGO - Građanska opcija grada Osijeka - Option civil de la ville de Osijek
- GSS - Građanska stranka Siska - Parti civil de Sisak
- HČSP - Hrvatska čista stranka prava - Pur parti croate du droit
- HDSD - Hrvatska demokratska stranka Dalmacije - Parti démocrate croate du Dalmatie
- HDSS - Hrvatska demokratska seljačka stranka - Parti démocrate croate des paysans
- HGS - Hrvatska građanska stranka - Parti civique croate (en)
- HKDU - Hrvatska kršćansko-demokratska unija - Union chrétien-démocrate croate
- HN - Hrvatski narodnjaci - Populistes croates
- HKS - Hrvatska konzervativna stranka - Parti conservateur croate
- HL - Hrvatski laburisti - stranka rada - Parti travailliste croate
- HOP - Mouvement de libération croate
- HR - Hrvatski republikanci - Républicains croates
- HRID - Hrvatska inicijativa za dijalog - Initiative croate pour le dialogue
- HRS - Hrvatska radnička stranka - Parti des travailleurs croates
- HSN - Hrvatska stranka nezaposlenih - Parti croate des sans emploi
- HSP - Hrvatska stranka prava - Parti croate du droit
- HSP 1861 - Hrvatska stranka prava 1861 - Parti croate du droit 1861
- HSP AS - Hrvatska stranka prava dr. Ante Starčević - Parti croate du droit
dr. Ante Starčević
- HSS-SR - Hrvatska seljačka stranka-Stjepan Radić - Parti paysan croate-Stjepan Radić
- ID/DI - Istarski demokrati/Democratici Istriani - Démocrates istriens
- ISU/PIP - Istarska stranka umirovljenika/Partito Istriano dei Pensionati - Parti istrienne des retraités
- IL/ LI - Istarski laburisti/Laburisti Istriani - Travaillistes istriennes
- JSD - Jadranski socijaldemokrati - Sociaux-démocrates de l'Adriatique
- MDS - Međimurski demokratski savez - Alliance démocratique du Međimurje
- Mladi - Jeunesse croate
- MODES - Moderna demokratska snaga - Force démocratique moderne
- MS - Međimurska stranka - Parti du Međimurje
- NH - Nova Hrvatska - Nouvelle Croatie
- NHPS - Naprijed Hrvatska! - Progresivni savez - Allez la Croatie! - Alliance progressiste
- NL - Nova ljevica - Nouvelle gauche
- NNZ-ZUPŠH - Njemačka narodnosna zajednica - Zemaljska udruga Podunavskih Švaba u Hrvatskoj - Union du peuple allemand - Association nationale des Souabes du Danube en Croatie
- ORaH - Održivi razvoj Hrvatske - Développement durable croate
- Pametno - Intelligent
- PGS - Primorsko-goranski savez - Alliance du Primorje-Gorski Kotar
- PSS - Posavsko-slavonska stranka - Parti de Posavina et de Slavonie
- RF - Radnički front - Front des travailleurs
- RI - Lista za Rijeku/Lista per Fiume - Liste pour Rijeka
- RPS - Rapski narodni sabor - Assemblée du peuple de Rab
- SDAH - Stranka demokratske akcije Hrvatske - Parti d'action démocratique de Croatie
- SHB - Stranka hrvatskih branitelja - Parti des défenseurs croates
- SHUS - Stranka hrvatskih umirovljenika i seniora - Association des retraités et des séniors
- SNL - Sjedinjene nezavisne liste - Liste des indépendants unis
- SNS - Srpska narodna stranka - Parti du peuple serbe
- SPH-LA - Socijalistička partija Hrvatske - Lijeva alternativa - Parti socialiste de Croatie - Alternative de Gauche
- SPOT - Stranka potrošača - Parti des consommateurs
- SRP - Socijalistička radnička partija Hrvatske - Parti ouvrier socialiste de Croatie
- SU - Stranka umirovljenika - Parti des retraités
- SSH - Stranka slobodne Hrvatske -Parti croate de la liberté
- ZDS - Zagorska demokratska stranka - Parti démocratique du Zagorje
- ZG - Za grad - Pour la cité
- Zeleni - Savez zelenih - Les Verts -Alliance verte
- Zeleni - Zelena stranka - Parti vert
- ZL - Zelena lista - Liste verte
- ZS - Parti du Zagorje
- Hrvatski blok - Hrvatski blok - Pokret za modernu Hrvatsku - Bloc croate - Mouvement pour la Croatie moderne

## Partis disparus
- Alijansa - Alijansa za pravnu državu - Alliance pour l'État de droit
- ASH - Akcija socijaldemokrata Hrvatske - Action social démocrate de Croatie
- DC - Demokratski centar - Centre démocratique
- DGS - Domovinska građanska stranka - Parti civil de la patrie
- DLS - Dalmatinska liberalna stranka - Parti libéral dalmate
- DSSR - Demokratska stranka slavonske ravnice - Parti démocratique de la plaine de Slavonie
- DSU-SN - Demokratska socijalna unija - Snaga naroda - Union sociale démocratique - Pouvoir du peuple
- GS - Gospodarska stranka - Parti économique
- HDC - Hrvatski demokratski centar - Centre démocratique croate
- HDD - Hrvatski dalmatinski dom - Maison dalmate croate
- HES - Parti croate européen
- HIP - Hrvatski istinski preporod - Vraie résurrection croate
- HND - Hrvatski nezavisni demokrati - Démocrates indépendants croates
- HSD - Hrvatski socijaldemokrati - Sociaux-démocrates croates
- HKDU - Hrvatska kršćansko-demokratska unija - Union chrétien-démocrate croate
- HP - Hrvatska proljeća - Printemps croate
- HPB - Hrvatsko pravaško bratstvo - Fraternité du droit croate
- HPP - Hrvatski pravaški pokret - Mouvement croate du droit
- HPS - Hrvatska pučka stranka - Parti croate de peuple
- HPSS-1904 - Parti populaire paysan croate - 1904
- HPSS - Hrvatska pučka seljačka stranka - Parti populaire paysan croate (parti historique: 1904 -1941, ancêtre du HSS)
- HRS - Hrvatska republikanska stranka - Parti républicain croate
- HRZ - Hrvatska republikanska zajednica - Rassemblement républicain croate
- HSM - Hrvatska stranka mladih - Parti de la jeunesse croate
- ISDNS/PSII - Istarska socijaldemokratska nezavisna stranka/Partito Socialdemocratico Indipendente Istriano - Parti social-démocrate indépendant istrienne
- ISF/FSI - Istarski socijaldemokratski forum/Foro Socialdemocratico Istriano - Forum social-démocratique istrienne
- JHS - Južnohrvatska stranka - Parti du sud de la Croatie
- JS - Jadranski sabor - Assemblée de l'Adriatique
- KS - Karlovačka stranka - Parti de Karlovac
- KSU - Kršćanska socijalna unija - Union chrétienne sociale
- LIBRA - Stranka liberalnih demokrata-LIBRA - Parti des libéraux-démocrates-LIBRA
- LS - Liberalna stranka - Parti libéral
- Maslina - Maslina - Dalmatinska autonomaška stranka - l'Olive - Parti autonomiste dalmate
- NLS - Narodna liberalna stranka - Parti populaire libéral, issu du Parti du peuple Illyrien (Ilirska narodna stranka, INS) (parti historique: (1841) 1861 - 1880, 1880 - 1905: Parti populaire indépendant; ancêtre du HNS)
- NV-SR - Novi val - stranka razvoja - Nouvelle vague - Parti du succès
- PGSU - Primorsko-goranska stranka umirovljenika - Parti des retraités du Primogorje-Gorski Kotar
- PPS - Partija podunavskih Srba - Parti des Serbes du Danube
- PS - Podravska stranka - Parti de Podravina
- S-BHS - Slavonsko-baranjska hrvatska stranka - Parti croate de Slavonie et de Baranja
- SDBS - Srpska demokratska baranjska stranka - Parti serbe démocratique de Baranja
- SDH - Socijalni demokrati Hrvatske - Sociaux démocrates de Croatie
- SKH - Savez komunista Hrvatske - Ligue des communistes de Croatie (parti historique: 1937 -1952: Parti communiste de Croatie,1952 - 1990: Ligue des communistes de Croatie)
- SMSH - Stranka međugeneracijske solidarnosti Hrvatske - Parti de la solidarité intergénérationnelle de la Croatie
- SP - Stranka prava - Parti du droit (parti historique, ancêtre du HSP, HSP AS, HČSP)
- SPH - Socijalistička stranka Hrvatske - Parti socialiste de Croatie (en) (parti historique: 1945 -1953: Front national de la Croatie, 1953 - 1990: Alliance socialiste des travailleurs de la Croatie)
- SRH - Stranka Roma Hrvatske - Parti croate Roma
- TDS - Turopoljska demokratska stranka - Parti démocratique du Turopolje
- Hrvatsko zvono - Cloche croate
- Krug 21 - Cercle 21

## Sources
Cette liste est en grande partie tirée des sites :
- Sabor
- HIDRA